# ウクライナ海上警備隊艦艇一覧
ウクライナ海上警備隊艦艇一覧は、ウクライナ国家国境庁の海上警備隊が過去保有した、または現在保有する、または将来保有する予定の、未完成・計画中止を含めた歴代艦艇一覧である。
ロシア帝国時代やソ連時代についてはソ連・ロシア海軍艦艇一覧、海上警備隊の保有ではない海軍艦艇についてはウクライナ海軍艦艇一覧を参照のこと。

## 現有勢力（2007年現在）
- 国防予算：
- コーストガード

## 船艇一覧

### 警備救難業務用船艇
巡視船
- 1241.2号計画「ブルィスカーヴカ」型海上警備艦
  - BG50 フルィホーリイ・クロピヤートヌィコウ
  - BG51 ポルターヴァ
  - BG52 フルィホーリイ・フナテーンコ
- 205P号計画「タラーントゥル」型海上警備艦
  - 015 PSKR-623
  - 016 PSKR-629
  - 017 PSKR-630
  - 018 PSKR-635
  - 019 PSKR-636
  - BG56 ヴォルィーニ ※旧020 PSKR-637
  - BG30 ヘローイ・ケールチ ※旧021 PSKR-642
  - 030 PSKR-643
  - 022 PSKR-645
  - 031 ザカルパッチャ ※旧031 PSKR-648
  - BG60 ザポリージカ・シーチ ※旧032 PSKR-650
  - BG61 オデーサ ※旧033 PSKR-652
  - BG31 ブコヴィーナ ※旧034 PSKR-702
  - BG32 ドンバス ※旧035 PSKR-705
  - BG62 ポジーリャ ※旧036 PSKR-709
  - BG63 パヴロー・デルジャーヴィン ※旧037 PSKR-720
  - BG57 ムィコラーイウ ※旧023 PSKR-722
- 133号計画「アンターレス」型海上警備艦
  - 024 PSKR-103
  - BG53
  - BG54
  - BG54 ハルィチナー ※旧027 PSKR-115
- ドゥナーイ級海上警備艦
  - BG80 ドゥナーイ

巡視艇
- 1204号計画「シュメーリ」型河川警備艇
  - BG81 ルブヌィー ※旧AK-221
  - BG82 カーニウ ※旧AK-246
  - BG83 ニージン ※旧AK-397
  - BG84 イズマイール ※旧AK-563
- 1400号計画「フルィーフ」型海上警備艇
  - 603 P-125
  - 604 P-141
- 1400M号計画「フルィーフ」型海上警備艇
  - 601 P-508
  - 601 P-510 ※旧600 P-512
  - 610 P-509 ※旧610 P-517
  - 611 P-504 ※旧611 P-519
  - 612 P-505 ※旧612 P-526
  - 613 P-506 ※旧613 P-527
  - 614 P-507 ※旧614 P-528
  - 626 P-511 ※旧626 P-529
  - 6127 P-512 ※旧627 P-531
  - 608 P-517 ※旧605 P-534
  - 628 P-546
  - 629 P-547
  - 630 P-515 ※旧630 P-550
  - 631 P-555
  - 632 P-500 ※旧632 P-558
  - 633 P-501 ※旧633 P-562
  - 634 P-503 ※旧634 P-574
  - 635 P-502 ※旧635 P-579
  - 609 P-519
  - 681 P-521
  - 685 P-522
  - 686 P-523
  - 687 P-524
  - 682 P-525
  - BG117 ヴァトゥーティネツィ
  - 683 P-526
  - P-527
  - BG100
  - BG101
  - BG102
  - BG103
  - BG104
  - BG105
  - BG106
  - BG107
  - BG108
  - BG109
  - BG110 リュボムィール
  - BG111
  - BG112
  - BG113
  - BG114
  - BG115
  - BG116 ダールヌィツャ
  - BG118 アラバート
  - BG119
  - BG120
  - BG121
  - BG122
  - BG123
  - BG124
  - BG125
  - BG126
- 50030号計画「カルカーン」型海上警備艇
  - BG303
  - BG304
  - BG503
  - BG504
  - BG807
  - BG808
  - BG604
  - BG320
  - BG333
  - ムィコーラ・クシニーロウ
- 376RM号計画型国境警備艇
  - BG510 ※旧U796（海軍所属）
  - BG503 ヴィリノヒールシク ※旧BG503 アルチェーウシク
- 14720号計画「フヴィーリャ」型特殊任務小型海上警備艇
- 1360号計画「クルィーム」型特殊任務小型警備艇
  - BG01
- 「ガレオン-280」型小型艇
- 「ガリア-640」型小型艇
- 「UMS-600」型小型艇
- 「ヘビー・デューティー-460」型小型艇